# Григор Шопов
Григор Велков Шопов е български офицер (генерал-полковник) от Държавна сигурност, която ръководи от 1973 до 1990 година. Заема и политически постове – член е на Централния комитет на Българската комунистическа партия (БКП) между 1966 и 1989 година, народен представител (1971 – 1990).

## Биография

### Ранни години
Григор Шопов е роден на 17 януари 1916 година в село Герман, Софийско. Баща му е Велко Стоянов, а майка му – Лина Велкова, има двама братя и сестра. Произхожда от заможно семейство („среден селски произход“), което му дава възможност да запише през 1929 престижната Търговската гимназия в София. Там се сближава с „прогресивни младежи“ и става член на комунистическия Работнически младежки съюз (РМС), а в края на 1932 година организира първото дружество на РМС в родното си село и става негов секретар. През 1933 година е арестуван за няколко часа за участие в манифестация, след което е изключен от гимназията за политическа дейност заедно с още 7 – 8 ученици. След това започва да работи като каруцар, а през 1935 година завършва частното Практическо търговско училище „Меркурий“. По това време, на 6 май 1935 година, е задържан за кратко от конната стража в съседното на Герман село Панчарево и е предаден за разпит на Никола Гешев – началник на отделение „А“ в отдел „Обществена безопасност“.

### Ранна политическа дейност
След като завършва гимназия, Шопов започва работа като магазинер в популярна банка в Панчарево, ръководена от местния комунист Иван Палийски, който го въвежда в нелегалната дейност на БКП. В Панчарево през 1936 година става член на БКП и оглавява местната партийна организация. От пролетта на 1937 година отбива военната си служба във военновъздушната база в Божурище. След като се уволнява през 1938 година се връща в популярната банка в Панчарево като счетоводител. През 1941 година се жени за Лиляна Георгиева от Панчарево, като им кумува Иван Палийски, и се премества да живее в дома ѝ.
Имат двама сина, които стават офицери в Държавна сигурност – Любомир Шопов (1942 – 2020) и Иван Шопов (р. 1946).
Едновременно със законната си работа в банката Григор Шопов подпомага активно нелегалната дейност на БКП – материално, с фалшиви документи и укривайки огнестрелно оръжие и търсени от властите комунисти, сред които бъдещи висши функционери на тоталитарния режим, като Добри Терпешев, Станко Тодоров, Петко Кунин, Захари Филипов. Той развива и организационна работа с местните групи на БКП в съседните села – Герман, Горубляне, Кокаляне, Лозен, Бистрица, Железница и Симеоново.
През юни 1944 година Шопов е взет в запас и е изпратен в Скопие. На 6 септември частта му се изтегля оттам и Деветосептемврийският преврат от 1944 година я заварва в Радомир, където той веднага се включва активно „в арестуването на фашистки офицери“. След това тя се придвижва към София през Перник и Божурище.

### В апарата на БКП и постъпване в Държавна сигурност
След като е демобилизиран на 12 септември 1944 година, Григор Шопов се връща в Панчарево, където става директор на популярната банка, в която е работил дотогава. Като секторен секретар на БКП се включва в масовия терор, като по думите му организира „прочистването на некои села от фашистки елементи“. Малко след това е избран за член на Околийския комитет на БКП за Софийска околия, а на 15 февруари 1945 година е назначен за секретар на Околийския народен съвет в София. На 15 февруари 1949 година е избран в ръководството на Околийския комитет на БКП, а през 1950 година става негов първи секретар, след като Политбюро отменя вече взето свое решение за назначаването му за завеждащ финансовия отдел в Централния комитет на БКП. На 5 януари 1951 е избран за секретар на Окръжния комитет на БКП в София.
На 1 февруари 1951 година Шопов е прехвърлен от местните структури на БКП в Държавна сигурност. Това става като част от кампанията за назначаване на партийни функционери в службата след чистките в нейното ръководство в предходните години. През цялата си кариера в Държавна сигурност той изпълнява функцията на свързващо звено между партийното ръководство и службата, като през първите си години там е неколкократно преместван в различни сектори, за да се запознае отвътре с тяхната работа.
Първоначално той е назначен като главен инспектор в отдела за проучване и проследяване, а три месеца след това получава звание майор и е прехвърлен в отдела за селското стопанство. От 19 януари 1952 година оглавява селскостопанския отдел, а през април 1952 година е повишен в подполковник. По това време се премества от Панчарево в апартамент на улица „Стефан Караджа“, недалеч от централата на Министерството на вътрешните работи (МВР) и е изпратен на едногодишен курс в специална школа в Съветския съюз. На 1 август 1954 година става заместник-началник на Трето управление (политическата полиция), където отговаря за работата в стопанския и образователния сектор.

### След идването на власт на Тодор Живков
Утвърждаването на Тодор Живков начело на режима след Априлския пленум през 1956 година дава нов тласък в кариерата на Григор Шопов. Той е един от кадрите, които Живков изтегля в близкото си обкръжение именно от Софийския окръжен комитет на БКП, където самият той работи през 1945 година.
От 10 ноември 1956 година Шопов е първи секретар на партийния комитет на МВР с ранг на началник на управление. На 12 юни 1957 година е назначен за началник на Софийското окръжно управление на МВР на мястото на повишения Мирчо Спасов, като малко преди това е повишен полковник. На 9 януари 1958 година е изваден от МВР и назначен за окръжен управител на Софийски окръг, но на 19 декември 1959 година е върнат във вътрешното министерство като заместник-министър със звание генерал-майор, отговарящ за контраразузнавателните управления на Държавна сигурност. През 1962 година става кандидат-член на Централния комитет на БКП, а от 1966 до 1989 година е негов пълноправен член.
При реорганизацията на МВР през юни 1963 година, с която Държавна сигурност е обособена в комитет в неговия състав, Григор Шопов остава заместник-министър на вътрешните работи, като същевременно е назначен и за директор на Народната милиция. При пълното отделяне на Държавна сигурност от МВР през юли 1965 година Григор Шопов е назначен за заместник-председател на новосъздадения Комитет за Държавна сигурност при Министерския съвет, а на 7 септември е повишен в генерал-лейтенант. След закриването на комитета през февруари 1969 година отново е заместник-министър на вътрешните работи, а на 13 септември 1971 година е повишен в най-висшето звание в МВР – генерал-полковник.
Прекият му ръководител от този период Ангел Солаков характеризира Шопов като човек „безпределно предан на партията, на ЦК и лично на другаря Т. Живков“, много работлив и полезен заместник, но също така и „много потаен“.

### Начело на Държавна сигурност
На 7 април 1973 година Григор Шопов става първи заместник-министър на вътрешните работи, отговорен за Държавна сигурност, заемайки мястото на отстранения от МВР Мирчо Спасов, и остава на този пост до срива на тоталитарния режим през 1989 година. На практика той е дясната ръка на първия секретар на БКП в МВР и ДС през следващите 17 години до оттеглянето му на 10 ноември 1989 г.
Като ключова фигура в апарата на Държавна сигурност Шопов участва в организацията на много от операциите на службата. Сред известните примери е получилото международен отзвук отвличане на дисидента Борис Арсов – български емигрант в Дания, и последвалото му убийство в Пазарджишкия затвор. Борис Арсов е убит през 1974 г. в Пазарджишкия затвор.

### Последни години
Шопов е отстранен от ръководния си пост в МВР на 3 януари 1990 година, когато след отстраняването на Тодор Живков новото ръководство на БКП освобождава и неговите най-близки ръководители в Държавна сигурност. След пенсионирането му Шопов се премества от т.нар. „Генералска кооперация“ срещу Сатиричния театър в апартамент до зала „Универсиада“. През следващите години той не прави никакви публични изявления и не е разследван за дейността си в Държавна сигурност.
Григор Шопов умира на 27 май 1994 година в дома си в София след прекарани няколко инфаркта и инсулт.

## Военни звания
- майор (30 април 1951)
- подполковник (29 април 1952)
- полковник (10 май 1957)
- генерал-майор (19 декември 1959)[31]
- генерал-лейтенант (7 септември 1965)[32]
- генерал-полковник (13 септември 1971)

## Награди
- Медал „За участие в антифашистката борба“ (1950)
- Орден „Народен орден на труда“ – златен (1950)
- Орден „Народна свобода 1941 – 1944“ II степен (1952)
- Медал „За боева заслуга“ (1954, 1956)
- Орден „Народна република България“ I степен (1959, 1964, 1966)
- Медал „МВР“ III степен (1964)
- Юбилеен медал „20 години органи на МВР“ (1964)
- „Почетна значка на МВР“ (1967)
- Орден „Червено знаме“ на Съветския съюз (1969)
- Юбилеен медал „25 години органи на МВР“ (1969)
- Юбилеен медал „25 години народна власт“ (1969)
- Медал „За заслуги за сигурността и обществения ред“ (1969)
- Юбилеен медал „25 години БНА“ (1969)
- Медал „За служба на родината“, златна степен, на Унгария (1969)
- „Почетна значка на КГБ и МВД“ на Съветския съюз (1969)
- Медал „МВР“ II степен (1970)
- Медал „МВР“ I степен (1972)
- Орден „Дружба на народите“ на Съветския съюз (1974)
- Орден „Георги Димитров“ (1974)
- Юбилеен медал „Георги Димитров“ (1974)
- Юбилеен медал „30 години МВР“ (1974)
- Юбилеен медал „30 години Строителни войски“ (1974)
- Юбилеен медал „30 години БНА“ (1974)
- Медал „30 години от победата над фашистка Германия“ на Съветския съюз (1975)
- Медал „30 години Комитет за национална безопасност“ на Чехословакия (1975)
- „Герой на социалистическия труд“ (1976, 1986)[33]